# Seven Days (groupe)
Cette page contient des caractères thaïs. En cas de problème, consultez Aide:Unicode ou testez votre navigateur.
Pour les articles homonymes, voir Seven Days.
Seven Days (วันเซเว่น, 7Days) est un groupe féminin thailandais du label KamiKaze (en). C'est un projet musical temporaire, actif en 2009 le temps d'un single et d'un album. Le groupe est formé de sept chanteuses du label, toutes actives en parallèle en solo ou au sein d'autres groupes, dont Jem Charatta Imaraphon du duo Neko Jump ; chacune porte un surnom et représente pour l'occasion un jour de la semaine, avec une couleur dédiée.

## Membres
(Jour / surnom / nom / date de naissance)
- Monday : Jinny / Phutsacha Chotivichit (18.6.1992)
- Tuesday : Pim / Pimprapar Thangpraparporn (10.10.1992)
- Wednesday : Jam (แจม) / Jem Charatta Imaraphon (ชรัฐฐา อิมราพร, 10.12.1989)
- Thursday : Waii / Panyarisa Thienprasiddhi (23.3.1993)
- Friday : Meen / Meenaporn Wongkosawan (8.12.1991)
- Saturday : Mila / Jamila Panpinij (16.2.1994)
- Sunday : Faye / Pornpawee Neerasingh (29.12.1992)

## Discographie
Single
Album